# Сгъстяване
Фройд наблюдава, че сънят такъв, какъвто се възпроизвежда, е винаги много по-кратък от латентното съдържание, определено от свободните асоциации. Това означава, че известен брой мисли в съня са били кондензирани, за да се формира един-единствен образ в съня.